# Люди (телесериал)
«Люди» (англ. Humans) — англо-американский научно-фантастический телесериал совместного производства каналов Channel 4, AMC и Kudos. Премьера первого сезона состоялась 14 июня 2015 года. Создателями сериала стали британцы Сэм Винсент и Джонатан Бракли. За основу была взята шведская научно-фантастическая телевизионная драма «Настоящие люди». Сериал исследует темы искусственного интеллекта и робототехники, сосредоточив внимание на социальном, культурном и психологическом аспектах изобретения антропоморфных роботов, называемых «синтетиками». Третий сезон сериала вышел в эфир восемью сериями с 17 мая по 5 июля 2018 года.
В мае 2019 года стало известно, что четвёртый сезон заказан не будет.

## Сюжет
События сериала происходят в ближайшем будущем. В обществе стали широко распространены андроиды, которых называют «синтетики». Они работают на производстве, на вспомогательных позициях и домашнем хозяйстве. «Синтетики» внешне достаточно похожи на людей, но неэмоциональны и бездуховны. Одна из синтетиков, проститутка Ниска, проявляет человеческие эмоции и способность чувствовать боль. Она убивает клиента, принуждавшего её к насилию, и пускается в бега. Как выясняется, она результат экспериментов доктора Дэвида Элстера по созданию программы «человечности» синтетиков. Доктор пытался создать замену своей погибшей семье. Фрагменты кода программы были загружены в глобальную сеть синтетиков и стали просыпаться в отдельных экземплярах синтетиков. Человечность просыпается в роботе Аните, домработнице в семье Хокинсов. Анита — также часть эксперимента Элстера. Андроиды становятся способными к привязанности и чувствам, завязывают отношения с людьми. Ожившие синтетики ведут себя непредсказуемо и становятся опасностью для общества.

## Актёры и персонажи

### Люди
- Том Гудман-Хилл — Джо Хокинс
- Кэтрин Паркинсон — Лора Хокинс
- Люси Карлесс — Матильда (Матти) Хокинс
- Пикси Дейвис — Софи Хокинс
- Тео Стивенсон — Тоби Хокинс
- Колин Морган — Лео
- Нил Мэскелл — детектив Пит Драммонд
- Дэниэл Уэбб — профессор Эдвин Хобб
- Уильям Хёрт — доктор Джордж Милликан
- Керри-Энн Мосс — доктор Афина Морроу (со второго сезона)

### Синтетики
- Джемма Чан — Анита/Миа
- Эмили Беррингтон — Ниска
- Иванно Джеремайя — Макс
- Шопе Дирису — Фред
- Уилл Тюдор — Оди
- Рут Брэдли — детектив Карен Восс
- Ребекка Фронт — Вера

## Список эпизодов

### Сезон 1 (2015)
| № | № в сезоне | Название   | Режиссёр        | Автор сценария                | Дата премьеры  | Зрители в Великобритании (млн) | Зрители в США (млн) |
| - | ---------- | ---------- | --------------- | ----------------------------- | -------------- | ------------------------------ | ------------------- |
| 1 | 1          | «Эпизод 1» | Сэмюэл Донован  | Сэм Винсент и Джонатан Бракли | 14 июня 2015   | 6,81                           | 1,73                |
| 2 | 2          | «Эпизод 2» | Сэмюэл Донован  | Сэм Винсент и Джонатан Бракли | 21 июня 2015   | 5,77                           | 1,09                |
| 3 | 3          | «Эпизод 3» | Дэниэл Неттхейм | Сэм Винсент и Джонатан Бракли | 28 июня 2015   | 5,08                           | 1,21                |
| 4 | 4          | «Эпизод 4» | Дэниэл Неттхейм | Джо Бартон                    | 5 июля 2015    | 5,31                           | 1,05                |
| 5 | 5          | «Эпизод 5» | Льюис Арнольд   | Эмили Балу                    | 12 июля 2015   | 5,15                           | 1,15                |
| 6 | 6          | «Эпизод 6» | Льюис Арнольд   | Сэм Винсент и Джонатан Бракли | 19 июля 2015   | 5,08                           | 1,03                |
| 7 | 7          | «Эпизод 7» | Чина Му-Ен      | Сэм Винсент и Джонатан Бракли | 26 июля 2015   | 4,83                           | 1,13                |
| 8 | 8          | «Эпизод 8» | Чина Му-Ен      | Сэм Винсент и Джонатан Бракли | 2 августа 2015 | 4,90                           | 1,08                |

### Сезон 2 (2016)
| №  | № в сезоне | Название   | Режиссёр            | Автор сценария                | Дата премьеры   | Зрители в Великобритании (млн) | Зрители в США (млн) |
| -- | ---------- | ---------- | ------------------- | ----------------------------- | --------------- | ------------------------------ | ------------------- |
| 9  | 1          | «Эпизод 1» | Льюис Арнольд       | Джонатан Бракли и Сэм Винсент | 30 октября 2016 | 3,40                           | 0,72                |
| 10 | 2          | «Эпизод 2» | Льюис Арнольд       | Джонатан Бракли и Сэм Винсент | 6 ноября 2016   | 2,61                           | 0,57                |
| 11 | 3          | «Эпизод 3» | Карл Тиббеттс       | Чарли Ковелл и Иэн Уэзерби    | 13 ноября 2016  | 2,05                           | 0,42                |
| 12 | 4          | «Эпизод 4» | Карл Тиббеттс       | Джо Бартон                    | 20 ноября 2016  | 1,90                           | 0,46                |
| 13 | 5          | «Эпизод 5» | Франческа Грегорини | Джонатан Бракли и Сэм Винсент | 27 ноября 2016  | 1,83                           | 0,44                |
| 14 | 6          | «Эпизод 6» | Франческа Грегорини | Джо Бартон                    | 4 декабря 2016  | 1,55                           | 0,44                |
| 15 | 7          | «Эпизод 7» | Марк Брозел         | Джонатан Бракли и Сэм Винсент | 11 декабря 2016 | 1,87                           | 0,36                |
| 16 | 8          | «Эпизод 8» | Марк Брозел         | Джонатан Бракли и Сэм Винсент | 18 декабря 2016 | 2,02                           | 0,31                |